# Herate
Herate (em persa: هرات‎; romaniz.: Herāt) é a terceira mais populosa cidade do Afeganistão. Está localizada na província de Herate, no oeste do país. Foi conquistada por Alexandre, o Grande no final de 330 a.C. e batizada de Artacoana (Alexandria Ariana).
Está situada em local fértil, a cerca de 150 quilômetros da fronteira com o Turcomenistão e com o Irã, no vale do rio Hari. A cidade era conhecida tradicionalmente por seu vinho e é, hoje, um importante centro econômico do Afeganistão, além de ser um grande centro religioso.

## Galeria

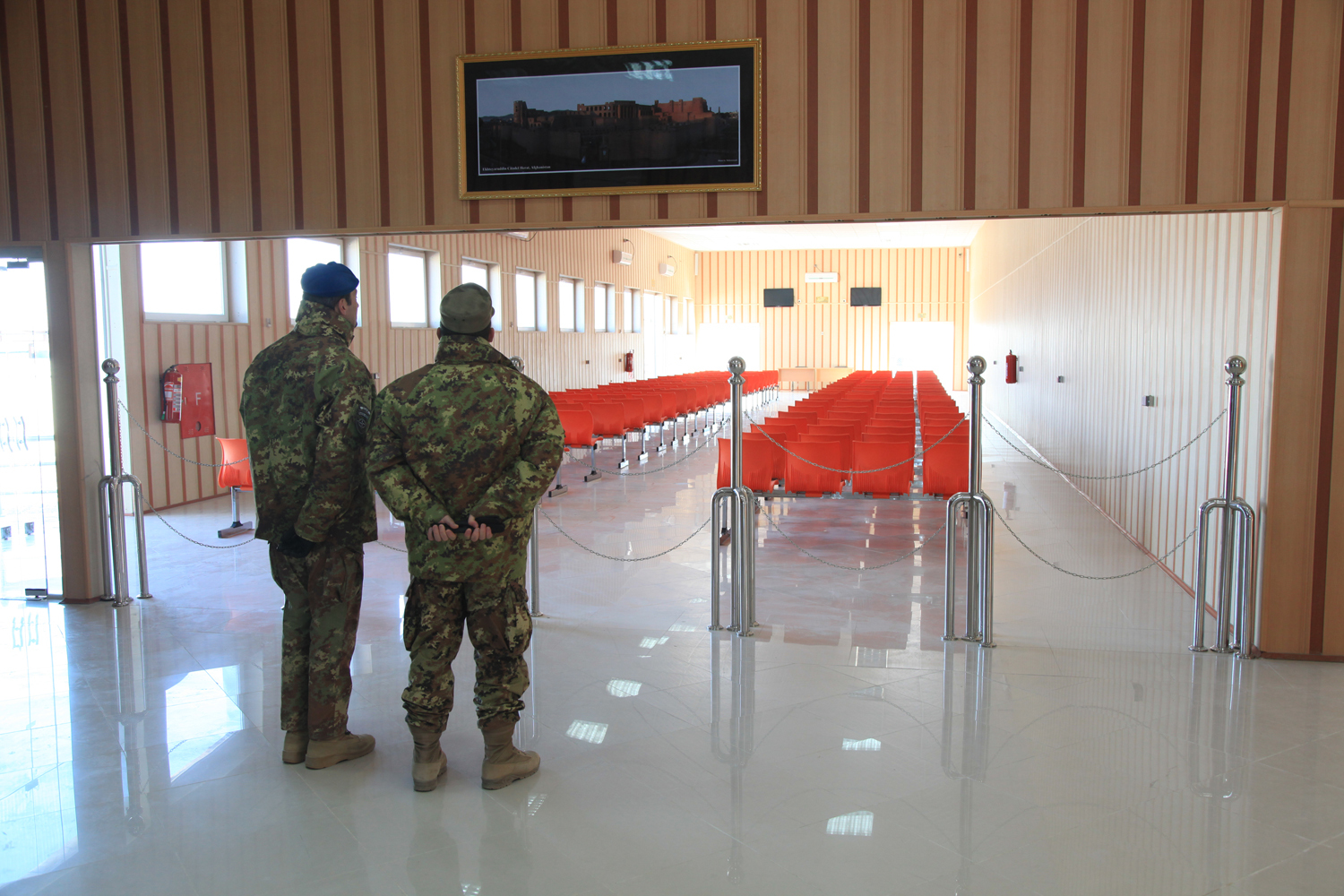
Aeroporto de Herate
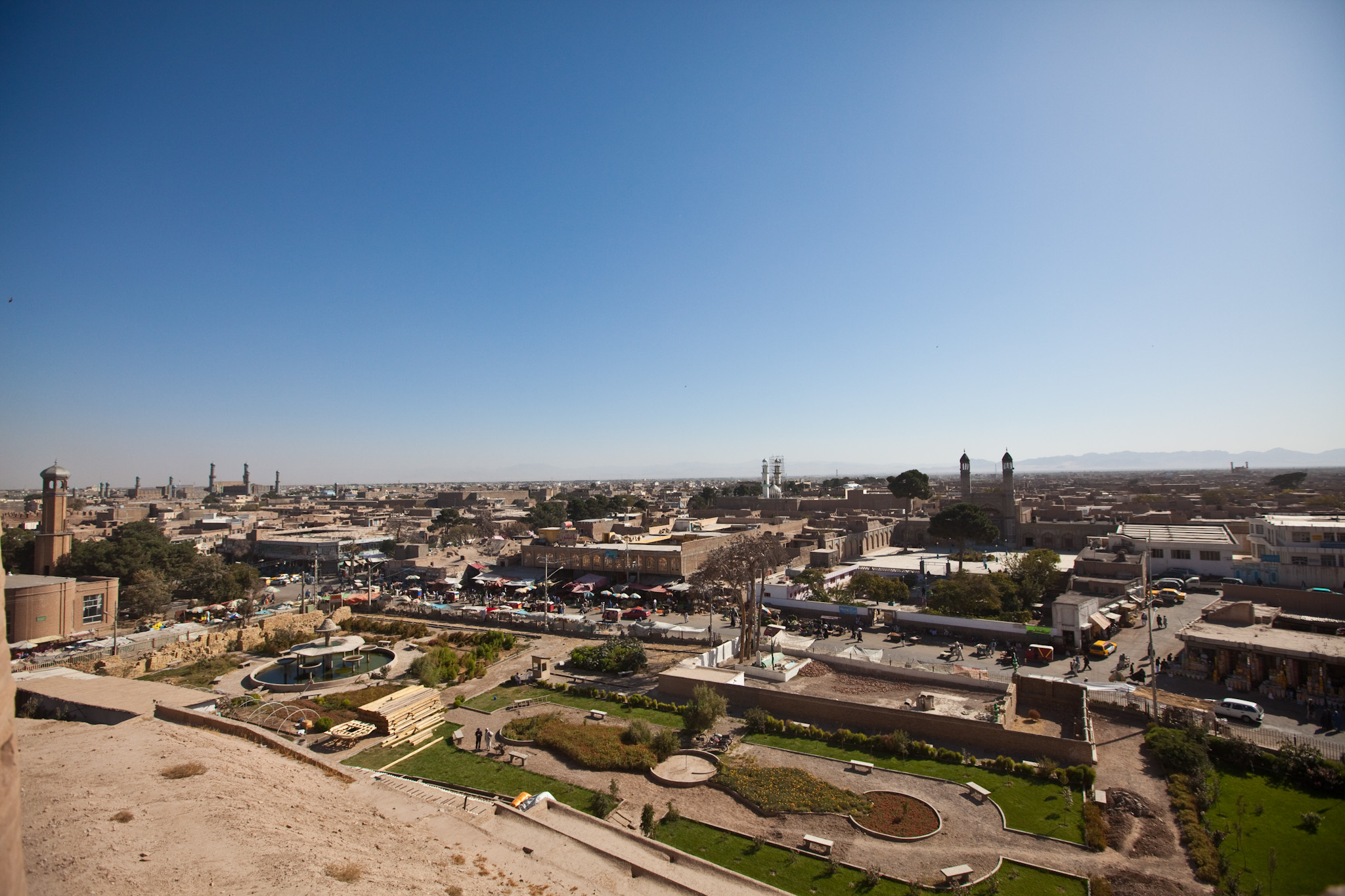
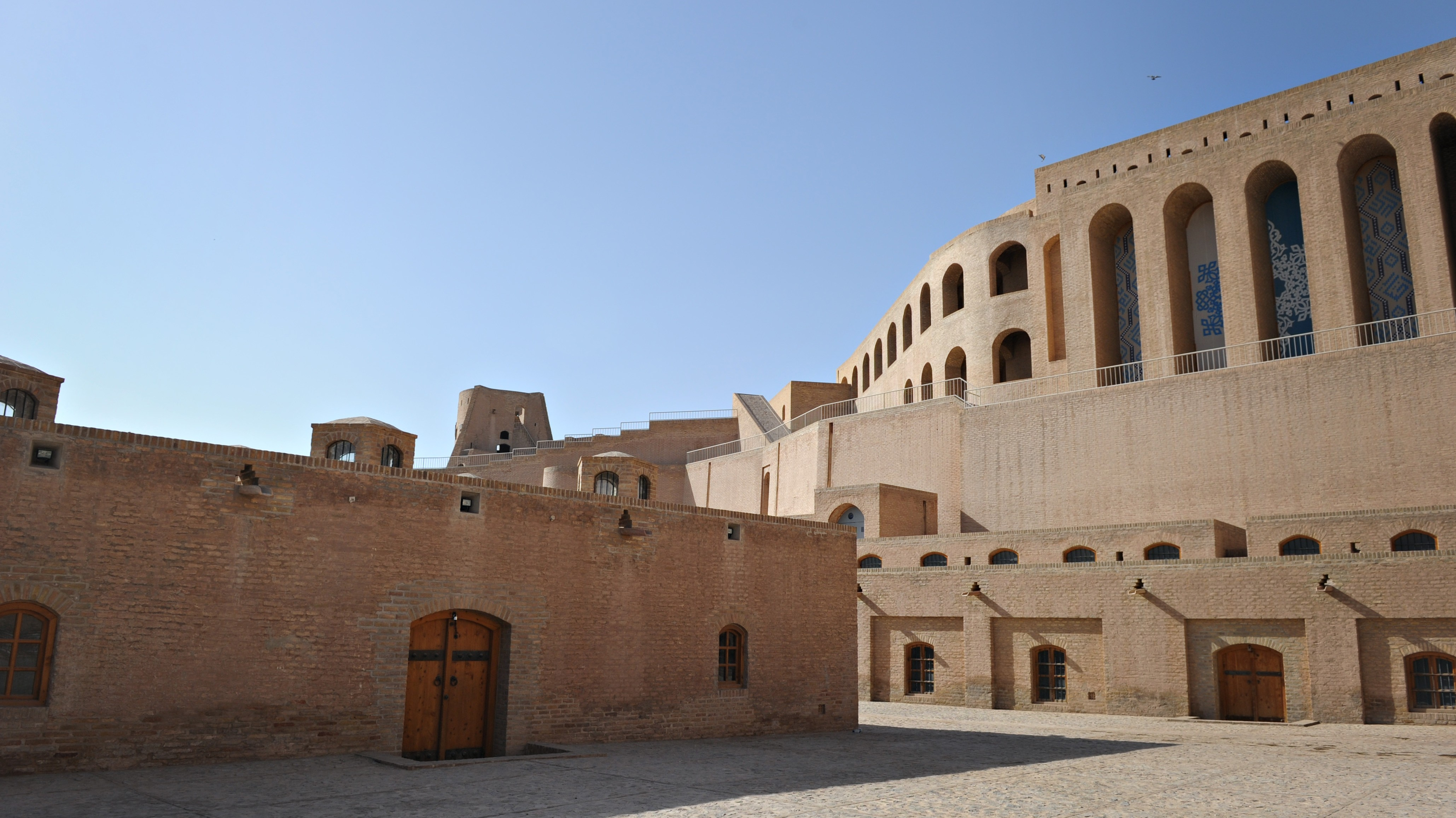
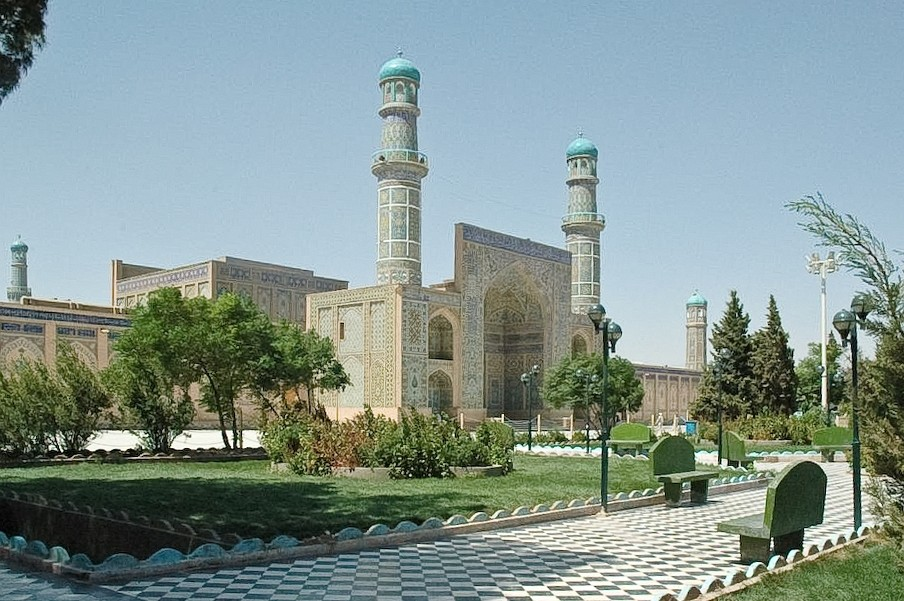
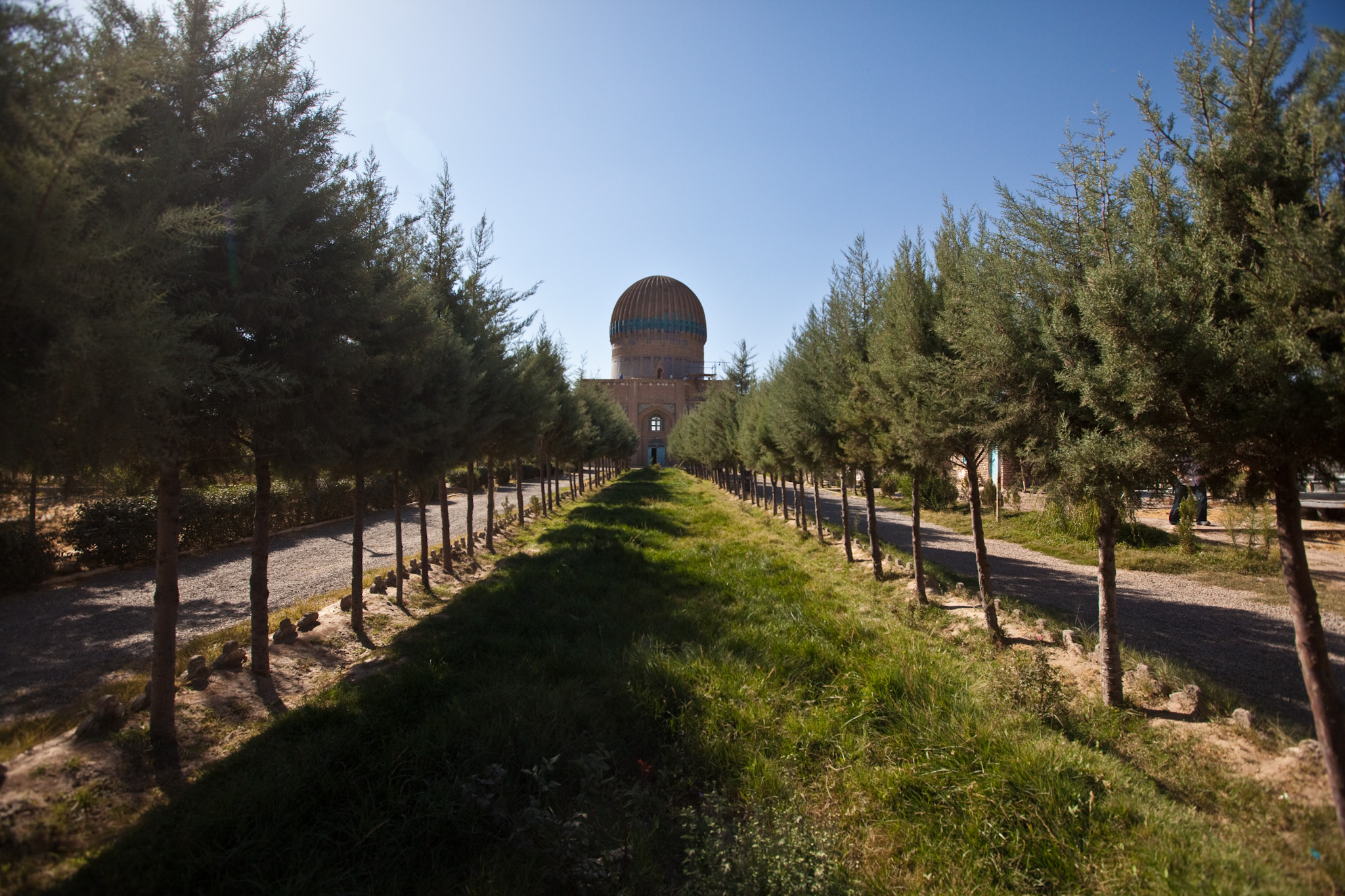